# Большевистско-ленинская партия Индии, Цейлона и Бирмы
Большевистско-ленинская партия Индии, Цейлона и Бирмы (англ. Bolshevik-Leninist Party of India, Ceylon and Burma, BLPI) — троцкистская организация, действовавшая на территории Британской Индии в 1940-х годах. Выступала за независимость и социалистическую революцию.

## История

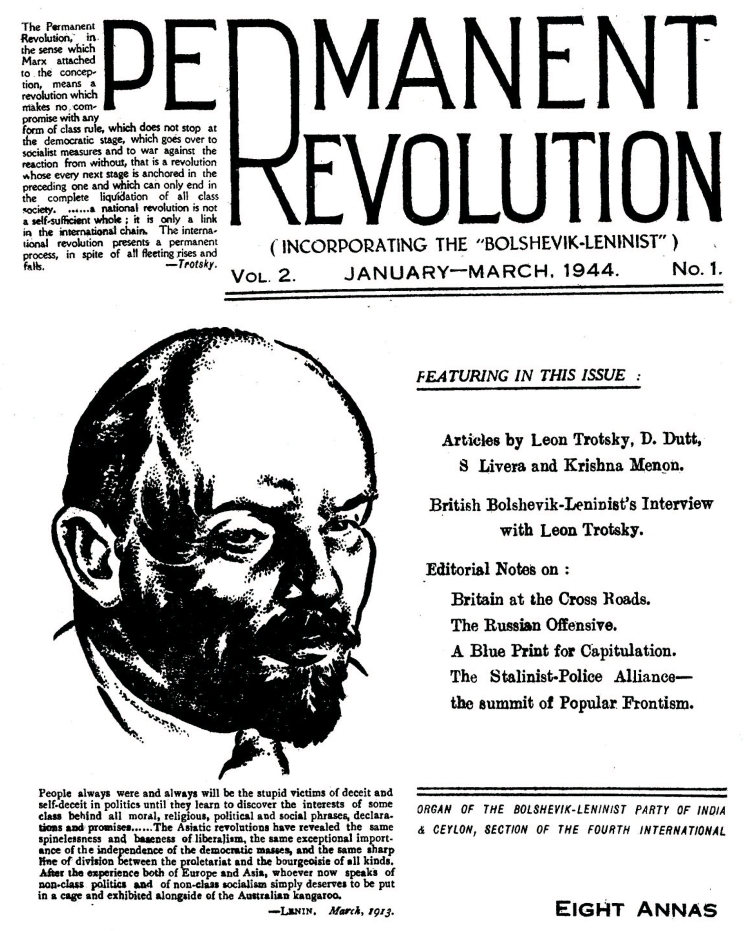
Печатный орган партии

BLPI была основана в 1942 году в результате объединения нескольких троцкистских организаций — Большевистско-ленинской партии Соединенных Провинций и Бихара, Большевистской рабочей партии Индии и Ланка Сама Самаджа Парти (ЛССП), действовавшей на Цейлоне. Несмотря на то, что в названии партии присутствовала Бирма, данных о деятельности троцкистов в этой стране нет. Большевистско-ленинская партия была признана индийской секцией Четвертого Интернационала.
За исключением Цейлона, где Ланка Сама Самаджа Парти стала влиятельной силой уже в конце 1930-х годов, индийские троцкисты нигде не смогли составить серьёзной конкуренции промосковской Коммунистической партии Индии (КПИ). Существенную долю активистов на континенте составляли цейлонские троцкисты, высланные британской колониальной администрацией в Бомбей.
В отличие от КПИ Большевистско-ленинская партия активно поддержала в августе 1942 года гандистскую антибританскую кампанию «Вон из Индии!». В Калькутте троцкисты сформировали единый фронт с Конгресс-социалистической партией, Революционной социалистической партией и Форвард блоком.
В 1946 году в Бомбее восстали 20 тысяч матросов Королевского индийского флота. BLPI оказалась единственной партией, оказавшей безоговорочную поддержку восставшим, призвав к забастовкам солидарности (харталам) и возглавив несколько стачек рабочих текстильной отрасли.

## Постколониальный период
После окончания войны из тюрем вышла группа цейлонских троцкистов (Нанаяккаразатхирадже Мартин Перера (англ.), Филип Гунавардена (англ.)), которая возродила независимую Ланка Сама Самаджа Парти. На прошедших в 1947 году на Цейлоне парламентских выборах ЛССП получила 10 мест в парламенте, а цейлонская секция BLPI (вскоре переименованная в Большевистскую Самаджа Парти) — 5. В 1950 году партии объединились.
Менее многочисленные индийские троцкисты, также вовлечённые в профсоюзное движение, были сконцентрированы в Калькутте, Мадрасе и Мадурае. В 1948 году они, по рекомендации Четвертого Интернационала, влились в Социалистическую партию Индии.